# River Eye (Windrush)
Der River Eye ist ein Fluss in Gloucestershire, England.
Der Eye entsteht nördlich von Bourton-on-the-Water und fließt in generell südlicher Richtung, um südöstlich von Bourton-on-the-Water in den River Windrush zu münden.
Die Orte Upper Slaughter und Lower Slaughter liegen am Eye.
Der Eye durchfließt den aufgestauten Upper Lake (51° 55′ 25″ N, 1° 47′ 5″ W) und gleich danach den ebenfalls aufgestauten The Lake (51° 55′ 8″ N, 1° 47′ 0″ W).